# Amphelasma maculicolle

Amphelasma maculicolle — вид жуков рода Amphelasma семейства листоедов подсемейства козявок (лат. Galerucinae). Синонимичное название — Diabrotica maculicolle.

## История изучения
Вид был открыт в 1887 году немецким энтомологом Мартином Якоби, который обнаружил его в окрестностях спящего вулкана Чирики и отнёс его к роду Diabrotica, дав название Diabrotica maculicolle. После выделения в 1947 году рода Amphelasma данный вид был отнесён к нему, получив своё современное название — Amphelasma maculicolle.

## Описание
Длина ≈6,5 мм (3 линии).
Тело продолговатой яйцевидной формы, с расширенной задней частью. Голова и грудь бурые, поверхность последней глубоко ямчатая с четырьмя чёрными пятнами. Поверхность надкрылий от основания до вершины пересекают три чёрные полоски (шовная и краевые), покрыта плотной полуморщинистой пунктировкой (semirugose-punctato).

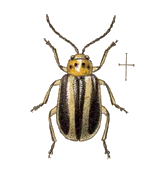
Amphelasma decoratum наиболее близкородственный Amphelasma maculicolle вид.

Amphelasma maculicolle наиболее близкородственен виду Amphelasma decoratum, от последнего его отличает:
- отсутствие чёрных пятен на голове;
- существенно сильнее выраженная ямчатость скульптуры поверхности торакса лишь с несколькими тонкими пунктурами и покрытый более крупными чёрными пятнами (расположены так же как у Amphelasma decoratum);
- чёрная шовная полоса на надкрыльях постепенно сужающаяся в направлении от их основания к вершине[4].

## Распространение
Вид является эндемиком Панамы.